# Година пік (фільм)
«Година пік» — американський комедійний бойовик з Джекі Чаном і Крісом Такером в головних ролях.
У Лос-Анжелесі викрадено доньку китайського консула, бандити вимагають великий викуп. ФБР відправляє всі свої сили на пошук дівчинки. Та консул вимагає, щоб пошуками доньки займався його друг — інспектор Лі з поліції Гонконгу. В бюро впевнені, що інспектор Лі їм заважатиме і хочуть його віднадити, приставивши до нього поліцейського Джиммі Картера, нещодавно усунутого за ризиковану поведінку. Ображений Картер та інспектор Лі вирішують самі знайти кривдника і звільнити доньку консула.

## Сюжет
В останній день британського правління в Гонконзі 1997-го року детектив-інспектор Лі здійснює рейд на пристані, шукаючи анонімного кримінального боса Джантао. Він знаходить тільки його помічника Сенга, а сам Джантао тікає. Лі знаходить вантаж китайського антикваріату, який підносить своїм начальникам — китайському консулу Хану і британському командувачу Томасу Гриффіну — як подарунок перед їхнім звільненням.
Через 2 місяці в Лос-Анджелесі поліцейський Джиммі Картер ледве не зриває операцію з затримання торговця вибухівкою Клайва. Британського консула Хана переводять в Лос-Анджелес, куди він переселяється зі своєю малою дочкою Су Янг. Несподівано під час затору в «годину пік» Сенг, переодягнений поліцейським, викрадає Су Янг. Хан звертається до Лі, щоб той допоміг розшукати дочку. В ФБР, побоюючись, що в разі загибелі Лі станеться міжнародний скандал, відправляє його в поліцію Лос-Анджелеса. Картера призначають наглядати за Лі, вважаючи, що на такому занятті він не наробить дурниць. Сам Картер спершу сприймає це за підвищення по службі, але скоро розуміє, що його просто хочуть здихатися.
Розгніваний на начальство Картер вирішує розшукати викрадену дівчинку сам, а Лі лишає в китайському кварталі. Лі самостійно дістається до китайського консульства, а Картер вирушає вже на його пошуки. Врешті обоє зустрічаються дорогою до консульства. Картер заходить до свого кузена Люка, а Лі відправляє в бар. Там Лі називає темношкірого барменам ніґґером, як робив Картер, з приводу чого стається бійка. Тоді Картер приковує його наручниками до керма свого авто, але Лі знімає кермо і прямує в консульство.
Картер втручається в телефонну розмову з викрадачами та погоджується віддати за дівчинку викуп 50 мільйонів доларів у Південному Бродвеї. Поліція прибуває в домовлене місце, але там виявляється пастка, стається вибух. Помітивши поблизу Сенга, Лі й Картер переслідують його, але Сенгу вдається сховатися. Зловмисник губить детонатор, за яким саперка Таня Джонсон, визначає, що пристрій раніше належав Клайву. Лі переконує Клайва розказати, що замовник викрадення — це Джантао.
Джантао телефонує та каже принести викуп у ресторан в китайському кварталі. Там він наказує підлити Лі в чай отруту, а Картер вирушає оглянути будівлю та виявляє запис з камери спостереження, де видно як Джантао ховає Су Янг у фургон. Однак, Картера оточують поплічники Джантао і його рятує Лі, який здогадався про небезпеку. ФБР звинувачує обох у зриві передачі викупу. Тому Лі відправляють назад в Гонконг, але той встигає сказати Хану, що за викраденням стоїть Джантао.
Картер звертається за допомогою до Джонсона та пробирається завдяки йому на борт літака з Лі. Там Картер переконує його допомогти закінчити справу. Потім Гриффін доводить Хану, що краще заплатити викуп.
На відкритті виставки китайського мистецтва має відбутися передача викупу вже в 70 мільйонів доларів. Картер, Лі й Джонсон, вдаючи з себе відвідувачів, проникають на церемонію, де розкривають, що Джантао це насправді Гриффін. Картер наказує гостям терміново тікати, і скориставшись плутаниною, знаходить Су Янг. Але виявляється, що на дівчинку одягнено вибухівку, детонатор від якої знаходиться в Сенга. Таня береться знешкодити вибухівку, тим часом стається перестрілка між бандитами та поліцейськими. Лі одягає вибухівку на себе, не закінчивши знешкодження, та поспішає на допомогу Картеру.
Сенг викрадає гроші, Картер кидається навздогін і застрелює Сенга. Але решта викупу лишається в Гриффіна, якого переслідує Лі. Врешті Лі й Гриффін опиняються під стелею виставкового залу на балках. Гриффін падає в фонтан, а Лі лишається висіти на руках на величезній висоті. Він зривається, проте Картер підставляє як батут банер.
Хан воз'єднується з дочкою і відправляє Картера з Лі у відпустку до Гонконгу. Агенти ФБР пропонують Картеру посаду в своєму бюро, але той зневажливо відмовляється. Картер сідає з напарником у літак, де з подивом дізнається, що політ триватиме 15 годин.

## У ролях
| Актор            | Роль                                     |
| ---------------- | ---------------------------------------- |
| Джекі Чан        | інспектор Лі                             |
| Кріс Такер       | детектив Джеймс Картер                   |
| Кен Люн          | Сенґ                                     |
| Кріс Пенн        | Клайв Коб                                |
| Ці Ма            | консул Хан                               |
| Філіп Бейкер Гол | капітан Вільям Даєл                      |
| Рекс Лін         | агент ФБР Ден Вітней                     |
| Том Вілкінсон    | Томас Гріфін / Джантао                   |
| Марк Ролстон     | спеціальний агент Воррен Рас             |
| Елізабет Пенья   | експерт з вибухових речовин Таня Джонсон |

## Закадрове озвучення
Українською мовою фільм озвучено телекомпанією «Новий канал» у 2011 році. Ролі озвучували: Андрій Федінчик та Марина Локтіонова.

## Продовження
Другий фільм, Година пік 2, що вийшов 2001 року, сюжет розгортається в Гонконзі. В третьому фільмі, Година пік 3, що вийшов 10 серпня 2007 року, події відбуваються у Парижі. Такер заробив $25 млн за роль у третьому фільмі, а Чан отримав права на розповсюдження фільму в Азії. Тривають перемовини про четвертий фільм серії, який імовірно вийде на екрани 2019 року.